# موريس كوتيه
موريس كوتيه هو سياسي كندي، ولد في 8 أكتوبر 1917 في ساغينيه في كندا، وتوفي في 28 نوفمبر 1986 في شيكوتيمي في كندا. نشط حزبياً في Social Credit Party of Canada ‏ ومستقل. وقد انتخب عضو مجلس العموم الكندي.